# Ingrid Felix
Ingrid Bernardes Felix est une joueuse brésilienne de volley-ball née le 16 novembre 1988 à Belo Horizonte. Elle mesure 1,78 m et joue au poste de réceptionneuse-attaquante. 

## Clubs
| Club                    | De        | À         |
| ----------------------- | --------- | --------- |
| EC União Suzano         | 2005-2006 | 2005-2006 |
| Volei Futuro            | 2006-2007 | 2006-2007 |
| São Caetano             | 2007-2008 | 2007-2008 |
| Esporte Clube Banespa   | 2008-2009 | 2008-2009 |
| Minas Tênis Clube       | 2009-2010 | 2010-2011 |
| Macaé Sports            | 2011-2011 | 2011-2011 |
| Mackenzie Esporte Clube | 2011-2012 | 2011-2012 |
| Sesi-SP                 | 2012-2013 | 2012-2013 |
| Osasco Voleibol Clube   | 2013-2014 | 2013-2014 |
| Vôlei Bauru             | 2014-2015 | 2015-2016 |
| Brasília Vôlei          | 2019-2020 | …         |

## Palmarès

### Équipe nationale
- Championnat du monde des moins de 20 ans
  - Vainqueur : 2007.
- Coupe panaméricaine
  - Finaliste : 2007.

### Clubs
- Championnat du monde des clubs
  - Finaliste : 2014.
- Championnat sud-américain des clubs
  - Finaliste : 2014.
- Coupe du Brésil
  - Vainqueur : 2014.